# Aïcha Ben Ahmed
Aïcha Ben Ahmed (arabisk:عائشة بن أحمد) (født 7. februar 1989 i Tunesien) er en tunesisk skuespillerinde, der bor i Egypten.

## Filmografi

### Biograf
- 2011 : tunesiske historier af Nada Mezni Hafaiedh
- 2012 : Mon dernier ami (Min sidste ven) af Joud Saïd og Fares Al Zahabi
- 2013 : Jeudi après-midi (torsdag eftermiddag) af Mohamed Damak og Tarek Ben Chaâban : Zohra
- 2015 : Narcisse (Narcissus) af Sonia Chamkhi : Hend
- 2016 : Parfum de printemps (Forår parfume) af Férid Boughedir : Khadija
- 2017 : Saint Augustin, le fils de ses larmes (Saint Augustine, hans tåres søn) af Samir Seïf og Sameh Samy : Monica
- 2017 : The Cell af Tarek Al Eryan og Salah El Geheiny (engelsk): Nouha, Amrs kone
- 2019 :The Money af Said El Marouk, Wael Nabil, Mohammed Abd Elmoaty og Tamer Hosny : Hayla
- 2020 : Taw'am Rouhy (My Soulmate) af Othman Abou Laban og Amani Tounsi: Alia, May, Malak, Hana
- 2021 : Ritsa af Ahmed Yousry og Moatz Fteha : Ritsa

### Fjernsyn

#### Tunesisk serie
- 2012 : Pour les beaux yeux de Catherine (For de smukke øjne af Catherine) af Hamadi Arafa og Rafika Boujday : Nadia
- 2013: Njoum Ellil (Night's Stars) (sæson 4) af Mehdi Nasra
- 2021 : Harga (Ulovlig immigration) (arabisk) af Lassaad Oueslati, Imed Eddine Hakim og Jouda Méjri : Hela

#### Udenlandske serier
- 2015 : Alf Leila wa Leila (Arabian Nights) af Raouf Abdel Aziz og Mohamed Nayer : Kamar Zaman
- 2018 : Al Seham Al Mareqa (Shooting Arrows) af Mahmoud Kamel og Shereen Diab : Maman af Oubay
- 2018 : Nasser El Saïd (The Saïd Eagle) af Yasser Sami, Mohamed Abdel Moaty og Ahmed Ali Mossa : Layla
- 2018 : Abwab Alshaki (Tvivlens dør) af Ahmed Samir Farag, Mohamed Nayer, Karim El Dalil, Beshoy Hanna og Rami Ismail : Dina
- 2019 : Abou Jabal af Ahmed Salah og Mohamed Sayed Bashir : Mayem
- 2021 : Leabet Newton (Newtons vugge) af Engy Fethi og Tamer Mohsen : Amina
- 2022 : Malaf Serry (The Secret File) af Hassan El Balasi og Mahmoud Hagag : Maryem Melky
- 2022 : Affæren af Amir Ramses og Mohammed El Hajj : Hela
- 2022 : Waad Iblis (Djævelens's Promise) af Colin Teague, Ashraf Hamed, Tony Jordan, Engy Loman Field og Suha Al Khalifa
- 2023 : Muzakirat Zoug (The Dagbøger af en mand) af Tamer Nady, Ahmed Bahgat og Mohamed Soliman Abdul Malek : Shereen
- 2023 : Min sjæl i dig af Mohamed Lotfi og Mustapha Mahmoud : Jamila
- 2024 : Bedon Sabeq Enthar (Uden advarsel) af Hani Khalifa, Ammar Sabry, Alma Kafarneh, Samar Taher, Karim El Dalil og Amr El Daly : Layla

#### TV-film
- 2012: Barabbas af Roger Young : Mary of Bethany

#### Emissioner
- 2013 : El Zilzal (Jordskælvet) (afsnit 15) på El Hiwar El Tounsi : Gæst
- 2013 : Dhouk Tohsel (Take a Bite) (afsnit 2) på Tunisna TV : Gæst
- 2014 : Maakom med Mona El-Shazly på CBC : Gæst
- 2018: 90 minutter på Mehwar TV: Gæst
- 2020 : Pas på Fifi med Fifi Abdou på MBC Masr og MBC 5 : Gæst
- 2021: Fem stjerner på MBC Masr: Gæst

## Teater
- 2013 : Zanket Ensé (Kvindernes Alley) af Noomen Hamda og Fatma Bennour, tunesisk tilpasning af stykket The Clan of Divorced på en sceneproduktion af Sami Montacer